# Iulian Chiriță
Iulian Chiriță (n. 2 februarie 1967 în Târgoviște) este un fotbalist român, care a jucat pentru Echipa națională de fotbal a României la Campionatul Mondial de Fotbal din 1994. S-a retras din fotbal, a activat ca jucător numai până la vârsta de 32 de ani.